# Plantago arenaria
La plantatge de la sorra, (Plantago arenaria) és una espècie de planta herbàcia antiva d'Europa central i meridional on creix en terrenys sense cultivar i sorrencs.
És una planta caducifòlia amb la tija erecta i embrancada. Les seves fulles són oposades i lineals. Les flors, són de color verd blanquinós i es formen en espigues que apareixen al maig-juliol. Les llavors són brunes.

## Propietats
- Conté mucílags que en contacte amb l'aigua augmenten de volum fins a 4 vegades, per la qual cosa són un laxant mecànic que actua com lubricant que permet el lliscament de la matèria fecal.
- Està recomanada en cas de manca de peristaltisme intestinal.
- Per vía externa en forma de compreses pel tractament del reumatisme, cremadures i úlceres.

## Sinònims
- Plantago arenaria Waldst. & Kit. 1801
- Plantago scabra Moench 1794
- Plantago psyllium L. 1753
- Plantain des sables